# Jennifer James
Jennifer (Jenny) James, eigenlijk Jennifer Claire Reynolds (Wigan (Greater Manchester), 3 december 1978) is een Engels actrice. 
Jenny bezocht de St Aidan's Primary School in Greater Manchester voor zij de St Edmund Arrowsmith Catholic High School in Ashton in Makerfield bezocht. Toen zij 18 jaar was ging zij naar de Rose Bruford College of Speech and Drama in Sidcup, Kent waar zij acteerleseen had van 1996 tot 1999.
Haar eerste tv-rol was voor een Duits wasmiddelenmerk. Kort daarna kreeg zij de rol als Geena Gregory in Coronation Street en speelde die rol van 2000 tot 2002. Jennifer speelde Joyce in The Second Quest, voor Yorkshire Television in 2003.
Sedert mei 2005 speelt zij in afleveringen WPC (later Detective Constable) Kim Posh Spicer in de BBC politieserie Dalziel and Pascoe.
Zij is in 2001 getrouwd met acteur Lee Boardman, zij hebben een kind en wonen in Cheshire in Noord-Engeland, maar hebben ook een huis in Birmingham in verband met Jenny´s rol in Dalziel and Pascoe. 